# Trust Air
Trust Air – kazachskie linie lotnicze założone w 2009 roku, głównym portem jest Port lotniczy Ałmaty. W latach 2009–2012 wykonywały wyłącznie loty towarowe samolotami Ił-76, po wprowadzeniu do służby samolotu Ił-62 rozpoczęły wykonywanie lotów pasażerskich. 
Linie są objęte zakazem wykonywania połączeń lotniczych na terytorium Unii Europejskiej. Obecnie nie posiadają we flocie żadnego samolotu i nie wykonują żadnych połączeń. 

## Flota
W skład floty wchodziły samoloty Iliuszyn Ił-76TD (5) i Iliuszyn Ił-62M (1).